# Canberra (Marskrater)
Canberra ist ein 1979 registrierter Krater auf dem Mars mit einem Durchmesser von rund 3,1 Kilometern.
Benannt wurde der Krater nach der australischen Hauptstadt Canberra.